# Anna af Forselles
Anna Charlotta Elisabet af Forselles, född 21 november 1863 på Villikala i Elimä socken, död 5 mars 1942, var en finländsk målare och lärare.  

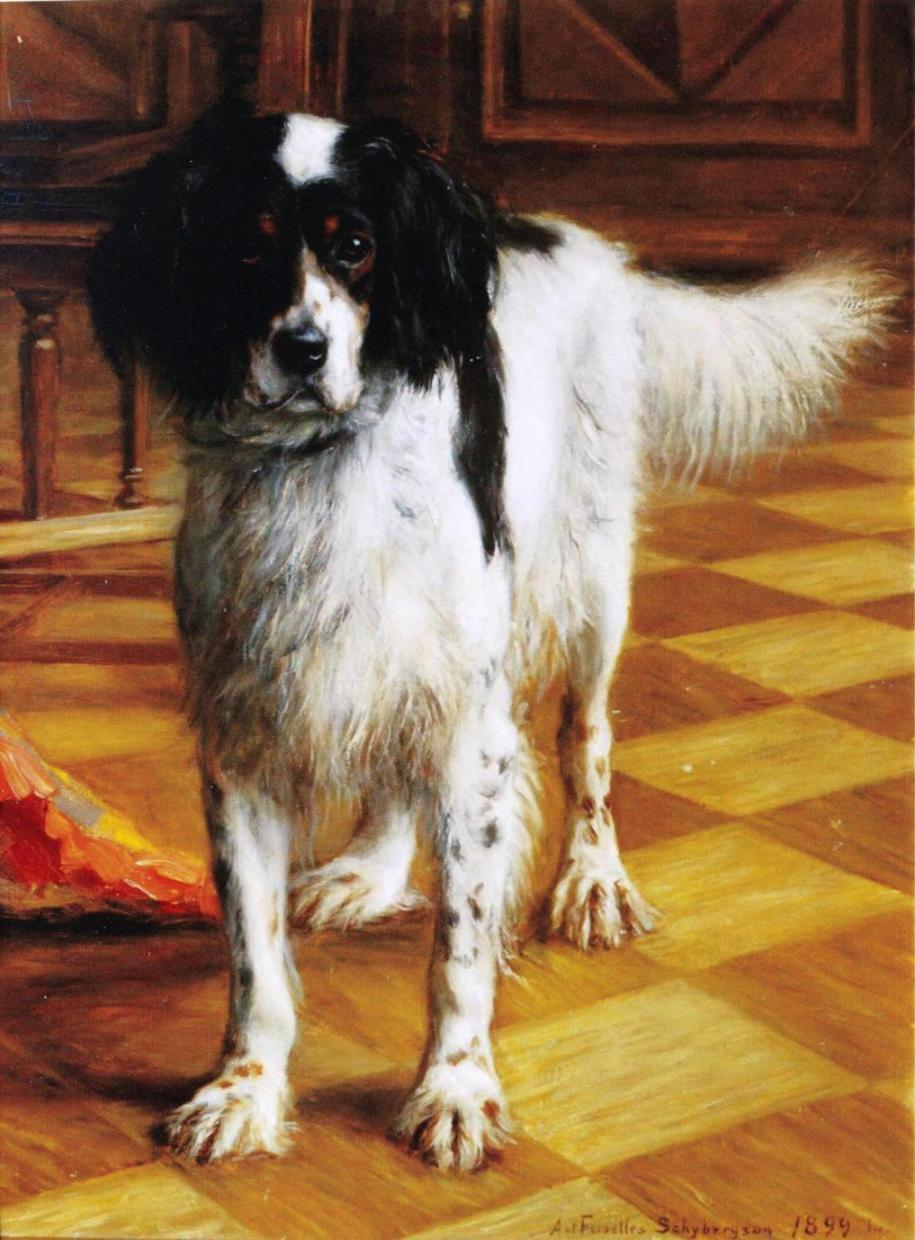
Hund (Koira), 1899.

Hon var dotter till översten Fredrik af Forselles och Adolfina Emilia Kellander och från 1897 gift med advokatfiskalen vid Åbo hovrätt Gustaf Arvid Schybergson. af Forselles var verksam som lärare vid Finska Konstföreningens ritskola i Åbo. Hennes konst består huvudsakligen av djurmåleri och hon är representerad med målningen Får i sommarvärme vid Åbo konstmuseum.